# Обстріл Станиці Луганської 2 липня 2014
Обстріл Станиці Луганської 2 липня 2014 року, також відомий як Авіаудар по Станиці Луганській — інцидент, що стався в ході війни на Донбасі. За різними даними тоді загинуло від 9 до 12 мирних мешканців, було поранено від 11 до 16 осіб.

## Передумови
Станиця Луганська перебувала під контролем проросійських сил з кінця квітня 2014 року, коли до неї прибув загін Олексія Мозгового. Місцем дислокації вони обрали туристичну базу «Дубрава», неподалік Станиці Луганської на березі Сіверського Дінця. Після облоги Луганської прикордонної бази почалась ескалація. 6 червня українська авіація завдала ударів по базі проросійських сил в «Дубраві», знищивши її. Наступного дня бойовики захопили в полон заступника начальника станично-луганського райвідділу міліції майора Дмитра Сухаревского, звинувативши його у фальсифікації кримінального провадження за фактом авіаудару. Проросійські бойовики переїхали в приміщення школи села Макарове біля Станиці, яка на той час уже не працювала, але 13 червня по ньому було завдано ударів артилерією ЗСУ, внаслідок чого постраждали також житлові будинки мирного населення. Після цього вони захопили райвідділ міліції та облаштували нову базу в «Мостопоїзді» на вул. Островського.
В ніч на 1 липня президент Петро Порошенко оголосив про кінець дії режиму одностороннього припинення вогню на Донбасі, проголошеного 20 червня.

## Перебіг подій
2 липня 2014 року приблизно о 10:30-11:00 відбувся обстріл вулиці Москва-Донбас. Було повністю зруйновано райвідділ міліції, суттєво пошкоджено будівлю районного суду, зазнали пошкоджень шість житлових будинків та прилеглі квартали. Невдовзі після цього відбувся обстріл вулиці Островського (з 2016 року — вул. Зоряна) біля станції Кіндрашівська. Було суттєво пошкоджено або повністю зруйновано 9 одноповерхових житлових будинків, 4 багатоквартирні будинки, а також господарські будівлі, гаражі.
Того ж дня на сервіс YouTube було завантажено відео російського журналіста з місця подій (вулиці Островського), яке поширили ЗМІ. Окрім того, в мережі з'явилися фото, на яких видно результати обстрілу. Тодішній голова Станично-Луганського райради Володимир Білоус повідомив про попередні результати обстрілу — 9 загиблих, 11 поранених, з них 5 — тяжких.

## Жертви
Список загиблих внаслідок обстрілу 2 липня 2014 року:
1. Гажемон Тетяна Володимирівна (1960 р.н.)[Ком. 3]
2. Єрмілов Володимир Миколайович (1967 р. н.)
3. Єрмілов Іван Володимирович (2009 р. н.)
4. Іванов Роман Валерійович (1981 р. н.)
5. Іванов Станіслав Станіславович (1978 р. н.)
6. Калугін Михайло Федорович (1952 р. н.)
7. Кірносова Лідія Дмитрівна (1963 р. н.)
8. Мироненко Валентина Дмитрівна (1951 р. н.)
9. Падалка Іосиф Романович (1926 р. н.)
10. Перебейнос Андрій Валентинович (1968 р. н.)
11. Рибак Ганна Никифорівна (1928 р.н.)[Ком. 4]
12. Шамардін Дмитро Олександрович (1969 р. н.)[Ком. 5]
13. Олександр Павлович

## Первинні версії інциденту

### Офіційні заяви
- 2 липня прес-центр АТО заявив, що обстріл здійснили проросійські сили, що в районі Станиці Луганської авіація ЗСУ не працювала, і що «вогонь вели лише артилеристи о 4-й ранку, але у зовсім протилежному напрямку від населеного пункту»[12].
- 2 липня штаб АТО в коментарі Українським національним новинам заявив, що цивільні мешканці стали жертвами артилерії проросійських бойовиків, що удар авіації АТО у місцевості Станиці Луганської був, «але о 4 годині ранку і не по території населених пунктів». За їхніми словами, «терористи вдало використали момент, коли авіація сил АТО здійснювала патрульні вильоти над місцевістю»[13].
- 3 липня речник Інформаційно-аналітичного центру РНБО Андрій Лисенко заявив, що українські військові захопили установку Град, із якої було здійснено обстріл Станиці Луганської[14].
- 3 липня заступник постійного представника Російської Федерації Андрій Руденко на засіданні Постійної ради ОБСЄ заявив, що удар по Станиці Луганській завдала українська авіація, і що «військових об'єктів ополченців поблизу не було, постраждали виключно мирні мешканці»[15].
- 4 липня Генеральна прокуратура України заявила, що інформація про обстріл Станиці Луганської Збройними силами України не підтверджується[16].

### Інші версії
- 2 липня в ефірі 112 каналу заступник командира зі зв'язків з громадськістю батальйону «Азов» Ігор Мосійчук заявив, що на його думку могла бути і помилка пілотів, і обстріл зі сторони проросійських сил[17].
- 3 липня луганський журналіст Всеволод Філімоненко написав на своїй сторінці у соцмережі Facebook, що з відео, знятого на місці подій російським оператором чітко видно за характером пошкоджень на будівлях, що наносили їх не осколками мін. За його інформацією, зранку 2 липня невідомі особи перейшли українсько-російський кордон зі сторони Росії, обстріляли українську частину Протиповітряної оборони та відійшли в сторону Луганська. Внаслідок пошкоджень для української сторони стало неможливим відстежувати пересування в повітрі до 15:00 2 липня. Саме в цей час стався авіаудар по Станиці Луганській. Він заявив, що літаки прилетіли зі сторони Росії і це «чітко зафіксувало обладнання Пентагону і НАТО». Версію Філімоненка поширила група «Інформаційний спротив» Дмитра Тимчука та деякі інші[18][19].
- 7 липня сайт Citynews.net.ua опублікував статтю, в якій стверджував, що група неназваних ним військових істориків з Луганська провела власне розслідування інциденту. За їхньою версією, перший обстріл було здійснено двома літаками, що зайшли з півночі та стріляли такими самими снарядами, що застосовувалися по будівлі Луганської ОДА, внаслідок чого в райвідділку міліції було вбито близько 20 проросійських бойовиків. Але обстріл у Кіндрашівці, де загинули цивільні, на їхню думку був здійснений не авіацією, а Градом, зі сторони Луганська[20].

## Розслідування правозахисників
- 4 липня 2014 року співробітники Human Rights Watch, спільно з російським правозахисним центром «Меморіал», відвідали Станицю Луганську. Вони заявили, що не виявили жодних слідів застосування установок «Град», навпаки — були встановлені вагомі ознаки дій авіації[3].
- У 2015—2016 роках розслідування інциденту проводила правозахисна організація Truth Hounds. За їхніми висновками, 2 липня 2014 року над Станицею Луганською пролетіли два бойові літаки типу Су-25, здійснивши залп некерованих ракет у райвідділок міліції та цивільні будинки на вулиці Островського[2].
- Харківська правозахисна група у своїй доповіді про порушення прав людини в зоні військового конфлікту також охарактеризувала інцидент 2 липня 2014 року як авіаудар[21].
- Міжнародна моніторингова група, сформована з представників українських та іноземних правозахисних організацій (зокрема Восток-SOS і Правозахисний центр «Поступ»), у своєму звіті за результатами поїздки восени 2015 року заявила, що «нема практично жодних сумнівів у тому, що це були літаки українських ВПС». Окрім того, за їхньою інформацією, напередодні авіаудару «керівництво АТО інформувалося про те, що в будівлі міліції, яка була метою авіаудару, вже немає збройних груп самопроголошеної „ЛНР“ і що висилати літак немає сенсу»[22].